# Марурі-Хатабе
Марурі-Хатабе (баск. Maruri-Jatabe, ісп. Maruri-Jatabe) — муніципалітет в Іспанії, у складі автономної спільноти Країна Басків, у провінції Біская. Населення — 898 осіб (2009).
Муніципалітет розташований на відстані близько 340 км на північ від Мадрида, 14 км на північний схід від Більбао.
На території муніципалітету розташовані такі населені пункти: (дані про населення за 2009 рік)
- Ербера: 300 осіб
- Ергоєн: 598 осіб

## Демографія
Динаміка населення (INE ):

## Галерея зображень

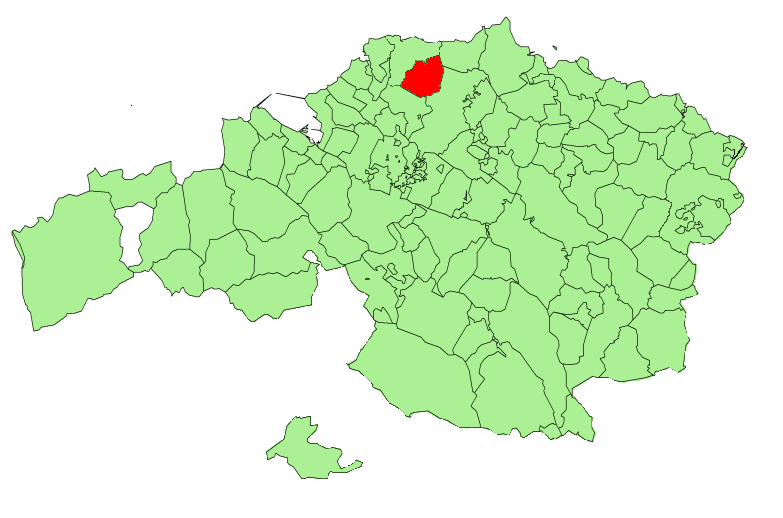
Розташування муніципалітету
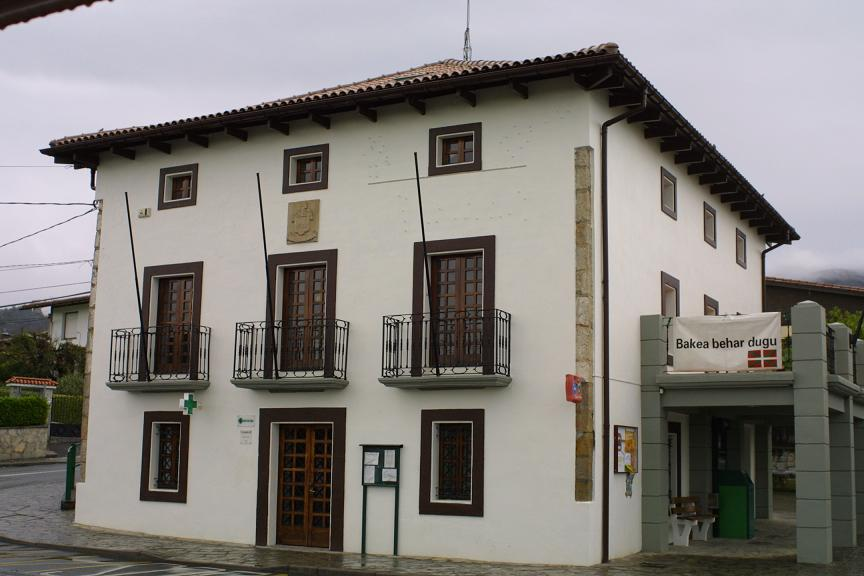
Муніципальна рада
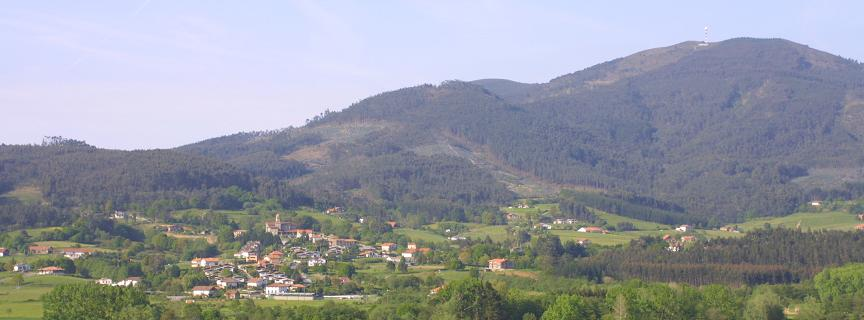
Марурі-Хатабе